# Kodeks 0307
Kodeks 0307 (Gregory-Aland no. 0307) – grecki kodeks uncjalny Nowego Testamentu na pergaminie, datowany metodą paleograficzną na VII wiek. Rękopis jest przechowywany w Rzymie. Rękopis zachował się we fragmentarycznym stanie. Tekst rękopisu nie jest wykorzystywany we współczesnych wydaniach  greckiego Nowego Testamentu. 

## Opis
Zachowało się 7 pergaminowych kart rękopisu, z greckim tekstem  Mateusza 11,21-12,4;  Marek 11,29-12,21;  Łukasz 9,39-10,5; 22,18-47. Karta kodeksu ma rozmiar 28 na 22 cm. Tekst jest pisany dwoma kolumnami na stronę, 22 linijek tekstu na stronie. Jest palimpsestem . Tekst dolny palimpsestu jest tekstem biblijnym, tekst górny zawiera homilie  Grzegorza z Nazjanzu. 

## Historia
INTF datuje rękopis 0307 na VII wiek . W XI lub XII wieku naniesiony został tekst minuskułowy palimpsestu. 
Dolny tekst palimpsestu został opublikowany przez Paula Canarta w 2008 roku. 
Fragment nie jest cytowany w wydaniach greckiego Nowego Testamentu Nestle-Alanda (NA28). Nie jest cytowany w czwartym wydaniu Zjednoczonych Towarzystw Biblijnych (UBS4).
Rękopis jest przechowywany w  Bibliotece Watykańskiej (Gr. 2061) w Rzymie .